# Claude Mollet
Pour les articles homonymes, voir Mollet (homonymie).
Claude Mollet (né en 1557, mort à Paris le 23 mai 1647), dit Claude Ier Mollet ou Claude Mollet l'Ancien, est un jardinier, dessinateur de jardins et théoricien français.

## Biographie
Fils de Jacques Ier Mollet, jardinier au service du duc d'Aumale, il appartient à une grande « dynastie » de jardiniers qui travaillèrent pour les rois de France, d'Henri II jusqu'à Louis XV. Il est le père de Pierre Mollet, Claude II Mollet, André Mollet, Jacques II Mollet  et Noël Mollet.
Il est l'héritier de Jacques Boyceau, seigneur de la Baraudière, intendant des jardins de Louis XIII et Louis XIV, qui a publié en 1638 le Traité du jardinage selon les raisons de la nature et de l'art, en 3 volumes.
Premier jardinier du roi sous les règnes d'Henri IV et Louis XIII, il partage la responsabilité des Tuileries avec Jean Le Nôtre, père d'André Le Nôtre, le jardinier de Louis XIV. Il intervient également à Fontainebleau et surtout au Château Neuf de Saint-Germain-en-Laye, où il dessine et entretient certains des parterres des jardins en terrasses. Il est, en outre, chargé en 1639, par Louis XIII, du remaniement du jardin de Versailles, à la suite de Jacques Boyceau de La Barauderie.
Le 25 mai 1630, Claude I Mollet obtient pour son fils Claude II Mollet la survivance de ses fonctions de jardinier ordinaire des Tuileries. Il en a été de même par la suite avec Pierre, Charles et Armand-Claude Mollet.

## Œuvres
Il est l'auteur du Theatre des plans et iardinages, contenant des secrets et des inventions incognuës à tous ceux qui jusqu’à present se sont meslez d’escrire sur cette matiere..., qui fut publié, à titre posthume, à Paris chez Charles de Sercy en 1652, un an après le Jardin de plaisir du plus célèbre de ses fils, André Mollet, et qui fut réédité sous le titre Théâtre des jardinages en 1663, 1670 et 1678 chez le même imprimeur.

## Généalogie simplifiée
Les généalogies de la famille Mollet données dans les livres de Dominique Garrigues, Jardins et jardiniers de Versailles au grand siècle, p. 309-310, et de Patricia Bouchenot-Déchin, André Le Nôtre, sont différentes. Le début de l'arbre proposé est celui de Dominique Garrigues, la fin, celui de Patricia Bouchenot-Déchin.
|  |  |  |  |                                                             |                                                             |                                                             |                                                             | | | | | | |                                                                       |                                                                       |                                                                       |                                                                       |                                                                       |                                                                       |                                                                    |                                                                    |                                                                    |                                                                    |                                                                    |                                                                    |                                                                 |                                                                 |                                                                 |                                                                 |                                                                 |                                                                 |                                 |                                 |  |  | Jean I Mollet laboureur                                                                |                                                                                        |                                                                                        |                                                                                        |                                                                                        |                                                                                        |  |  |  |  |                                                           |                                                           |                                                           |                                                           |                                                           |                                                           |                                                                   |                                                                   |                                                                   |                                                                   |                                                                   |                                                                   |  |  |  |  |  |  |  |  |  |  |                              |                              |                              |                              |                              |                              |  |  |  |  |  |  |
|  |  |  |  |                                                             |                                                             |                                                             |                                                             | | | | | | |                                                                       |                                                                       |                                                                       |                                                                       |                                                                       |                                                                       |                                                                    |                                                                    |                                                                    |                                                                    |                                                                    |                                                                    |                                                                 |                                                                 |                                                                 |                                                                 |                                                                 |                                                                 |                                 |                                 |  |  |                                                                                        |                                                                                        |                                                                                        |                                                                                        |                                                                                        |                                                                                        |  |  |  |  |                                                           |                                                           |                                                           |                                                           |                                                           |                                                           |                                                                   |                                                                   |                                                                   |                                                                   |                                                                   |                                                                   |  |  |  |  |  |  |  |  |  |  |                              |                              |                              |                              |                              |                              |  |  |  |  |  |  |
|  |  |  |  |                                                             |                                                             |                                                             |                                                             | | | | | | |                                                                       |                                                                       |                                                                       |                                                                       |                                                                       |                                                                       |                                                                    |                                                                    |                                                                    |                                                                    |                                                                    |                                                                    |                                                                 |                                                                 |                                                                 |                                                                 |                                                                 |                                                                 |                                 |                                 |  |  | Jacques I Mollet jardinier du duc d'Aumale                                             |                                                                                        |                                                                                        |                                                                                        |                                                                                        |                                                                                        |  |  |  |  |                                                           |                                                           |                                                           |                                                           |                                                           |                                                           |                                                                   |                                                                   |                                                                   |                                                                   |                                                                   |                                                                   |  |  |  |  |  |  |  |  |  |  |                              |                              |                              |                              |                              |                              |  |  |  |  |  |  |
|  |  |  |  |                                                             |                                                             |                                                             |                                                             | | | | | | |                                                                       |                                                                       |                                                                       |                                                                       |                                                                       |                                                                       |                                                                    |                                                                    |                                                                    |                                                                    |                                                                    |                                                                    |                                                                 |                                                                 |                                                                 |                                                                 |                                                                 |                                                                 |                                 |                                 |  |  |                                                                                        |                                                                                        |                                                                                        |                                                                                        |                                                                                        |                                                                                        |  |  |  |  |                                                           |                                                           |                                                           |                                                           |                                                           |                                                           |                                                                   |                                                                   |                                                                   |                                                                   |                                                                   |                                                                   |  |  |  |  |  |  |  |  |  |  |                              |                              |                              |                              |                              |                              |  |  |  |  |  |  |
|  |  |  |  |                                                             |                                                             |                                                             |                                                             | | | | | | |                                                                       |                                                                       |                                                                       |                                                                       |                                                                       |                                                                       |                                                                    |                                                                    |                                                                    |                                                                    |                                                                    |                                                                    |                                                                 |                                                                 |                                                                 |                                                                 |                                                                 |                                                                 |                                 |                                 |  |  | Claude I Mollet (1557-1647) premier jardinier du roi                                   |                                                                                        |                                                                                        |                                                                                        |                                                                                        |                                                                                        |  |  |  |  |                                                           |                                                           |                                                           |                                                           |                                                           |                                                           |                                                                   |                                                                   |                                                                   |                                                                   |                                                                   |                                                                   |  |  |  |  |  |  |  |  |  |  |                              |                              |                              |                              |                              |                              |  |  |  |  |  |  |
|  |  |  |  |                                                             |                                                             |                                                             |                                                             | | | | | | |                                                                       |                                                                       |                                                                       |                                                                       |                                                                       |                                                                       |                                                                    |                                                                    |                                                                    |                                                                    |                                                                    |                                                                    |                                                                 |                                                                 |                                                                 |                                                                 |                                                                 |                                                                 |                                 |                                 |  |  |                                                                                        |                                                                                        |                                                                                        |                                                                                        |                                                                                        |                                                                                        |  |  |  |  |                                                           |                                                           |                                                           |                                                           |                                                           |                                                           |                                                                   |                                                                   |                                                                   |                                                                   |                                                                   |                                                                   |  |  |  |  |  |  |  |  |  |  |                              |                              |                              |                              |                              |                              |  |  |  |  |  |  |
|  |  |  |  |                                                             |                                                             |                                                             |                                                             | | | | | | |                                                                       |                                                                       |                                                                       |                                                                       |                                                                       |                                                                       |                                                                    |                                                                    |                                                                    |                                                                    |                                                                    |                                                                    |                                                                 |                                                                 |                                                                 |                                                                 |                                                                 |                                                                 |                                 |                                 |  |  |                                                                                        |                                                                                        |                                                                                        |                                                                                        |                                                                                        |                                                                                        |  |  |  |  |                                                           |                                                           |                                                           |                                                           |                                                           |                                                           |                                                                   |                                                                   |                                                                   |                                                                   |                                                                   |                                                                   |  |  |  |  |  |  |  |  |  |  |                              |                              |                              |                              |                              |                              |  |  |  |  |  |  |
|  |  |  |  | Pierre Mollet (vers 1595-1660) jardinier aux Tuileries      | Pierre Mollet (vers 1595-1660) jardinier aux Tuileries      | Pierre Mollet (vers 1595-1660) jardinier aux Tuileries      | Pierre Mollet (vers 1595-1660) jardinier aux Tuileries      | Pierre Mollet (vers 1595-1660) jardinier aux Tuileries                                                | Pierre Mollet (vers 1595-1660) jardinier aux Tuileries                                                | | | | |                                                                       |                                                                       |                                                                       |                                                                       |                                                                       |                                                                       | Claude II Mollet (mort en septembre 1664) premier jardinier du roi | Claude II Mollet (mort en septembre 1664) premier jardinier du roi | Claude II Mollet (mort en septembre 1664) premier jardinier du roi | Claude II Mollet (mort en septembre 1664) premier jardinier du roi | Claude II Mollet (mort en septembre 1664) premier jardinier du roi | Claude II Mollet (mort en septembre 1664) premier jardinier du roi |                                                                 |                                                                 |                                                                 |                                                                 |                                                                 |                                                                 |                                 |                                 |  |  | André Mollet (vers 1600-1665) jardinier du roi au Louvre et aux Tuileries              | André Mollet (vers 1600-1665) jardinier du roi au Louvre et aux Tuileries              | André Mollet (vers 1600-1665) jardinier du roi au Louvre et aux Tuileries              | André Mollet (vers 1600-1665) jardinier du roi au Louvre et aux Tuileries              | André Mollet (vers 1600-1665) jardinier du roi au Louvre et aux Tuileries              | André Mollet (vers 1600-1665) jardinier du roi au Louvre et aux Tuileries              |  |  |  |  |                                                           |                                                           |                                                           |                                                           |                                                           |                                                           | Jacques II Mollet (mort en 1622) jardinier du roi à Fontainebleau | Jacques II Mollet (mort en 1622) jardinier du roi à Fontainebleau | Jacques II Mollet (mort en 1622) jardinier du roi à Fontainebleau | Jacques II Mollet (mort en 1622) jardinier du roi à Fontainebleau | Jacques II Mollet (mort en 1622) jardinier du roi à Fontainebleau | Jacques II Mollet (mort en 1622) jardinier du roi à Fontainebleau |  |  |  |  |  |  |  |  |  |  | Noël Mollet jardinier du roi | Noël Mollet jardinier du roi | Noël Mollet jardinier du roi | Noël Mollet jardinier du roi | Noël Mollet jardinier du roi | Noël Mollet jardinier du roi |  |  |  |  |  |  |
|  |  |  |  | Pierre Mollet (vers 1595-1660) jardinier aux Tuileries      | Pierre Mollet (vers 1595-1660) jardinier aux Tuileries      | Pierre Mollet (vers 1595-1660) jardinier aux Tuileries      | Pierre Mollet (vers 1595-1660) jardinier aux Tuileries      | Pierre Mollet (vers 1595-1660) jardinier aux Tuileries                                                | Pierre Mollet (vers 1595-1660) jardinier aux Tuileries                                                | | | | |                                                                       |                                                                       |                                                                       |                                                                       |                                                                       |                                                                       | Claude II Mollet (mort en septembre 1664) premier jardinier du roi | Claude II Mollet (mort en septembre 1664) premier jardinier du roi | Claude II Mollet (mort en septembre 1664) premier jardinier du roi | Claude II Mollet (mort en septembre 1664) premier jardinier du roi | Claude II Mollet (mort en septembre 1664) premier jardinier du roi | Claude II Mollet (mort en septembre 1664) premier jardinier du roi |                                                                 |                                                                 |                                                                 |                                                                 |                                                                 |                                                                 |                                 |                                 |  |  | André Mollet (vers 1600-1665) jardinier du roi au Louvre et aux Tuileries              | André Mollet (vers 1600-1665) jardinier du roi au Louvre et aux Tuileries              | André Mollet (vers 1600-1665) jardinier du roi au Louvre et aux Tuileries              | André Mollet (vers 1600-1665) jardinier du roi au Louvre et aux Tuileries              | André Mollet (vers 1600-1665) jardinier du roi au Louvre et aux Tuileries              | André Mollet (vers 1600-1665) jardinier du roi au Louvre et aux Tuileries              |  |  |  |  |                                                           |                                                           |                                                           |                                                           |                                                           |                                                           | Jacques II Mollet (mort en 1622) jardinier du roi à Fontainebleau | Jacques II Mollet (mort en 1622) jardinier du roi à Fontainebleau | Jacques II Mollet (mort en 1622) jardinier du roi à Fontainebleau | Jacques II Mollet (mort en 1622) jardinier du roi à Fontainebleau | Jacques II Mollet (mort en 1622) jardinier du roi à Fontainebleau | Jacques II Mollet (mort en 1622) jardinier du roi à Fontainebleau |  |  |  |  |  |  |  |  |  |  | Noël Mollet jardinier du roi | Noël Mollet jardinier du roi | Noël Mollet jardinier du roi | Noël Mollet jardinier du roi | Noël Mollet jardinier du roi | Noël Mollet jardinier du roi |  |  |  |  |  |  |
|  |  |  |  |                                                             |                                                             |                                                             |                                                             | | | | | | |                                                                       |                                                                       |                                                                       |                                                                       |                                                                       |                                                                       |                                                                    |                                                                    |                                                                    |                                                                    |                                                                    |                                                                    |                                                                 |                                                                 |                                                                 |                                                                 |                                                                 |                                                                 |                                 |                                 |  |  |                                                                                        |                                                                                        |                                                                                        |                                                                                        |                                                                                        |                                                                                        |  |  |  |  |                                                           |                                                           |                                                           |                                                           |                                                           |                                                           |                                                                   |                                                                   |                                                                   |                                                                   |                                                                   |                                                                   |  |  |  |  |  |  |  |  |  |  |                              |                              |                              |                              |                              |                              |  |  |  |  |  |  |
|  |  |  |  | Suzanne Mollet                                              | Suzanne Mollet                                              | Suzanne Mollet                                              | Suzanne Mollet                                              | Suzanne Mollet                                                                                        | Suzanne Mollet                                                                                        | | | | | Charles Mollet (mort en 1693) jardinier au Louvre                     | Charles Mollet (mort en 1693) jardinier au Louvre                     | Charles Mollet (mort en 1693) jardinier au Louvre                     | Charles Mollet (mort en 1693) jardinier au Louvre                     | Charles Mollet (mort en 1693) jardinier au Louvre                     | Charles Mollet (mort en 1693) jardinier au Louvre                     |                                                                    |                                                                    |                                                                    |                                                                    |                                                                    |                                                                    | Gabriel Mollet (mort vers 1662) assiste son oncle en Angleterre | Gabriel Mollet (mort vers 1662) assiste son oncle en Angleterre | Gabriel Mollet (mort vers 1662) assiste son oncle en Angleterre | Gabriel Mollet (mort vers 1662) assiste son oncle en Angleterre | Gabriel Mollet (mort vers 1662) assiste son oncle en Angleterre | Gabriel Mollet (mort vers 1662) assiste son oncle en Angleterre |                                 |                                 |  |  | Jean II Mollet Jardinier, succède à son père en Suède                                  | Jean II Mollet Jardinier, succède à son père en Suède                                  | Jean II Mollet Jardinier, succède à son père en Suède                                  | Jean II Mollet Jardinier, succède à son père en Suède                                  | Jean II Mollet Jardinier, succède à son père en Suède                                  | Jean II Mollet Jardinier, succède à son père en Suède                                  |  |  |  |  |                                                           |                                                           |                                                           |                                                           |                                                           |                                                           |                                                                   |                                                                   |                                                                   |                                                                   |                                                                   |                                                                   |  |  |  |  |  |  |  |  |  |  |                              |                              |                              |                              |                              |                              |  |  |  |  |  |  |
|  |  |  |  | Suzanne Mollet                                              | Suzanne Mollet                                              | Suzanne Mollet                                              | Suzanne Mollet                                              | Suzanne Mollet                                                                                        | Suzanne Mollet                                                                                        | | | | | Charles Mollet (mort en 1693) jardinier au Louvre                     | Charles Mollet (mort en 1693) jardinier au Louvre                     | Charles Mollet (mort en 1693) jardinier au Louvre                     | Charles Mollet (mort en 1693) jardinier au Louvre                     | Charles Mollet (mort en 1693) jardinier au Louvre                     | Charles Mollet (mort en 1693) jardinier au Louvre                     |                                                                    |                                                                    |                                                                    |                                                                    |                                                                    |                                                                    | Gabriel Mollet (mort vers 1662) assiste son oncle en Angleterre | Gabriel Mollet (mort vers 1662) assiste son oncle en Angleterre | Gabriel Mollet (mort vers 1662) assiste son oncle en Angleterre | Gabriel Mollet (mort vers 1662) assiste son oncle en Angleterre | Gabriel Mollet (mort vers 1662) assiste son oncle en Angleterre | Gabriel Mollet (mort vers 1662) assiste son oncle en Angleterre |                                 |                                 |  |  | Jean II Mollet Jardinier, succède à son père en Suède                                  | Jean II Mollet Jardinier, succède à son père en Suède                                  | Jean II Mollet Jardinier, succède à son père en Suède                                  | Jean II Mollet Jardinier, succède à son père en Suède                                  | Jean II Mollet Jardinier, succède à son père en Suède                                  | Jean II Mollet Jardinier, succède à son père en Suède                                  |  |  |  |  |                                                           |                                                           |                                                           |                                                           |                                                           |                                                           |                                                                   |                                                                   |                                                                   |                                                                   |                                                                   |                                                                   |  |  |  |  |  |  |  |  |  |  |                              |                              |                              |                              |                              |                              |  |  |  |  |  |  |
|  |  |  |  |                                                             |                                                             |                                                             |                                                             | | | | | | |                                                                       |                                                                       |                                                                       |                                                                       |                                                                       |                                                                       |                                                                    |                                                                    |                                                                    |                                                                    |                                                                    |                                                                    |                                                                 |                                                                 |                                                                 |                                                                 |                                                                 |                                                                 |                                 |                                 |  |  |                                                                                        |                                                                                        |                                                                                        |                                                                                        |                                                                                        |                                                                                        |  |  |  |  |                                                           |                                                           |                                                           |                                                           |                                                           |                                                           |                                                                   |                                                                   |                                                                   |                                                                   |                                                                   |                                                                   |  |  |  |  |  |  |  |  |  |  |                              |                              |                              |                              |                              |                              |  |  |  |  |  |  |
|  |  |  |  | Armand Mollet (mort en 1742)                                | Armand Mollet (mort en 1742)                                | Armand Mollet (mort en 1742)                                | Armand Mollet (mort en 1742)                                | Armand Mollet (mort en 1742)                                                                          | Armand Mollet (mort en 1742)                                                                          | | | | | Armand Claude Mollet dessinateur des jardins du roi Architecte du roi | Armand Claude Mollet dessinateur des jardins du roi Architecte du roi | Armand Claude Mollet dessinateur des jardins du roi Architecte du roi | Armand Claude Mollet dessinateur des jardins du roi Architecte du roi | Armand Claude Mollet dessinateur des jardins du roi Architecte du roi | Armand Claude Mollet dessinateur des jardins du roi Architecte du roi |                                                                    |                                                                    |                                                                    |                                                                    |                                                                    |                                                                    | Armand-Louis Mollet                                             | Armand-Louis Mollet                                             | Armand-Louis Mollet                                             | Armand-Louis Mollet                                             | Armand-Louis Mollet                                             | Armand-Louis Mollet                                             |                                 |                                 |  |  | Jean-François Mollet Jardinier du roi au Petit jardin de la Reine au Louvre            | Jean-François Mollet Jardinier du roi au Petit jardin de la Reine au Louvre            | Jean-François Mollet Jardinier du roi au Petit jardin de la Reine au Louvre            | Jean-François Mollet Jardinier du roi au Petit jardin de la Reine au Louvre            | Jean-François Mollet Jardinier du roi au Petit jardin de la Reine au Louvre            | Jean-François Mollet Jardinier du roi au Petit jardin de la Reine au Louvre            |  |  |  |  |                                                           |                                                           |                                                           |                                                           |                                                           |                                                           |                                                                   |                                                                   |                                                                   |                                                                   |                                                                   |                                                                   |  |  |  |  |  |  |  |  |  |  |                              |                              |                              |                              |                              |                              |  |  |  |  |  |  |
|  |  |  |  | Armand Mollet (mort en 1742)                                | Armand Mollet (mort en 1742)                                | Armand Mollet (mort en 1742)                                | Armand Mollet (mort en 1742)                                | Armand Mollet (mort en 1742)                                                                          | Armand Mollet (mort en 1742)                                                                          | | | | | Armand Claude Mollet dessinateur des jardins du roi Architecte du roi | Armand Claude Mollet dessinateur des jardins du roi Architecte du roi | Armand Claude Mollet dessinateur des jardins du roi Architecte du roi | Armand Claude Mollet dessinateur des jardins du roi Architecte du roi | Armand Claude Mollet dessinateur des jardins du roi Architecte du roi | Armand Claude Mollet dessinateur des jardins du roi Architecte du roi |                                                                    |                                                                    |                                                                    |                                                                    |                                                                    |                                                                    | Armand-Louis Mollet                                             | Armand-Louis Mollet                                             | Armand-Louis Mollet                                             | Armand-Louis Mollet                                             | Armand-Louis Mollet                                             | Armand-Louis Mollet                                             |                                 |                                 |  |  | Jean-François Mollet Jardinier du roi au Petit jardin de la Reine au Louvre            | Jean-François Mollet Jardinier du roi au Petit jardin de la Reine au Louvre            | Jean-François Mollet Jardinier du roi au Petit jardin de la Reine au Louvre            | Jean-François Mollet Jardinier du roi au Petit jardin de la Reine au Louvre            | Jean-François Mollet Jardinier du roi au Petit jardin de la Reine au Louvre            | Jean-François Mollet Jardinier du roi au Petit jardin de la Reine au Louvre            |  |  |  |  |                                                           |                                                           |                                                           |                                                           |                                                           |                                                           |                                                                   |                                                                   |                                                                   |                                                                   |                                                                   |                                                                   |  |  |  |  |  |  |  |  |  |  |                              |                              |                              |                              |                              |                              |  |  |  |  |  |  |
|  |  |  |  |                                                             |                                                             |                                                             |                                                             | | | | | | |                                                                       |                                                                       |                                                                       |                                                                       |                                                                       |                                                                       |                                                                    |                                                                    |                                                                    |                                                                    |                                                                    |                                                                    |                                                                 |                                                                 |                                                                 |                                                                 |                                                                 |                                                                 |                                 |                                 |  |  |                                                                                        |                                                                                        |                                                                                        |                                                                                        |                                                                                        |                                                                                        |  |  |  |  |                                                           |                                                           |                                                           |                                                           |                                                           |                                                           |                                                                   |                                                                   |                                                                   |                                                                   |                                                                   |                                                                   |  |  |  |  |  |  |  |  |  |  |                              |                              |                              |                              |                              |                              |  |  |  |  |  |  |
|  |  |  |  | André-Armand Mollet (vers 1692-1719/1720) Architecte du roi | André-Armand Mollet (vers 1692-1719/1720) Architecte du roi | André-Armand Mollet (vers 1692-1719/1720) Architecte du roi | André-Armand Mollet (vers 1692-1719/1720) Architecte du roi | André-Armand Mollet (vers 1692-1719/1720) Architecte du roi                                           | André-Armand Mollet (vers 1692-1719/1720) Architecte du roi                                           | | | | | Louis-François Mollet (1695-1757) Architecte du roi                   | Louis-François Mollet (1695-1757) Architecte du roi                   | Louis-François Mollet (1695-1757) Architecte du roi                   | Louis-François Mollet (1695-1757) Architecte du roi                   | Louis-François Mollet (1695-1757) Architecte du roi                   | Louis-François Mollet (1695-1757) Architecte du roi                   |                                                                    |                                                                    |                                                                    |                                                                    |                                                                    |                                                                    | Armand-Robert Mollet Écuyer Abbé                                | Armand-Robert Mollet Écuyer Abbé                                | Armand-Robert Mollet Écuyer Abbé                                | Armand-Robert Mollet Écuyer Abbé                                | Armand-Robert Mollet Écuyer Abbé                                | Armand-Robert Mollet Écuyer Abbé                                |                                 |                                 |  |  | Nicolas de Mollet (mort en 1769) écuyer, bachelier en théologie de la faculté de Paris | Nicolas de Mollet (mort en 1769) écuyer, bachelier en théologie de la faculté de Paris | Nicolas de Mollet (mort en 1769) écuyer, bachelier en théologie de la faculté de Paris | Nicolas de Mollet (mort en 1769) écuyer, bachelier en théologie de la faculté de Paris | Nicolas de Mollet (mort en 1769) écuyer, bachelier en théologie de la faculté de Paris | Nicolas de Mollet (mort en 1769) écuyer, bachelier en théologie de la faculté de Paris |  |  |  |  | Mathieu Mollet (1705-an IV) Écuyer, gentilhomme ordinaire | Mathieu Mollet (1705-an IV) Écuyer, gentilhomme ordinaire | Mathieu Mollet (1705-an IV) Écuyer, gentilhomme ordinaire | Mathieu Mollet (1705-an IV) Écuyer, gentilhomme ordinaire | Mathieu Mollet (1705-an IV) Écuyer, gentilhomme ordinaire | Mathieu Mollet (1705-an IV) Écuyer, gentilhomme ordinaire |                                                                   |                                                                   |                                                                   |                                                                   |                                                                   |                                                                   |  |  |  |  |  |  |  |  |  |  |                              |                              |                              |                              |                              |                              |  |  |  |  |  |  |
|  |  |  |  | André-Armand Mollet (vers 1692-1719/1720) Architecte du roi | André-Armand Mollet (vers 1692-1719/1720) Architecte du roi | André-Armand Mollet (vers 1692-1719/1720) Architecte du roi | André-Armand Mollet (vers 1692-1719/1720) Architecte du roi | André-Armand Mollet (vers 1692-1719/1720) Architecte du roi                                           | André-Armand Mollet (vers 1692-1719/1720) Architecte du roi                                           | | | | | Louis-François Mollet (1695-1757) Architecte du roi                   | Louis-François Mollet (1695-1757) Architecte du roi                   | Louis-François Mollet (1695-1757) Architecte du roi                   | Louis-François Mollet (1695-1757) Architecte du roi                   | Louis-François Mollet (1695-1757) Architecte du roi                   | Louis-François Mollet (1695-1757) Architecte du roi                   |                                                                    |                                                                    |                                                                    |                                                                    |                                                                    |                                                                    | Armand-Robert Mollet Écuyer Abbé                                | Armand-Robert Mollet Écuyer Abbé                                | Armand-Robert Mollet Écuyer Abbé                                | Armand-Robert Mollet Écuyer Abbé                                | Armand-Robert Mollet Écuyer Abbé                                | Armand-Robert Mollet Écuyer Abbé                                |                                 |                                 |  |  | Nicolas de Mollet (mort en 1769) écuyer, bachelier en théologie de la faculté de Paris | Nicolas de Mollet (mort en 1769) écuyer, bachelier en théologie de la faculté de Paris | Nicolas de Mollet (mort en 1769) écuyer, bachelier en théologie de la faculté de Paris | Nicolas de Mollet (mort en 1769) écuyer, bachelier en théologie de la faculté de Paris | Nicolas de Mollet (mort en 1769) écuyer, bachelier en théologie de la faculté de Paris | Nicolas de Mollet (mort en 1769) écuyer, bachelier en théologie de la faculté de Paris |  |  |  |  | Mathieu Mollet (1705-an IV) Écuyer, gentilhomme ordinaire | Mathieu Mollet (1705-an IV) Écuyer, gentilhomme ordinaire | Mathieu Mollet (1705-an IV) Écuyer, gentilhomme ordinaire | Mathieu Mollet (1705-an IV) Écuyer, gentilhomme ordinaire | Mathieu Mollet (1705-an IV) Écuyer, gentilhomme ordinaire | Mathieu Mollet (1705-an IV) Écuyer, gentilhomme ordinaire |                                                                   |                                                                   |                                                                   |                                                                   |                                                                   |                                                                   |  |  |  |  |  |  |  |  |  |  |                              |                              |                              |                              |                              |                              |  |  |  |  |  |  |
|  |  |  |  |                                                             |                                                             |                                                             |                                                             | | | | | | |                                                                       |                                                                       |                                                                       |                                                                       |                                                                       |                                                                       |                                                                    |                                                                    |                                                                    |                                                                    |                                                                    |                                                                    |                                                                 |                                                                 |                                                                 |                                                                 |                                                                 |                                                                 |                                 |                                 |  |  |                                                                                        |                                                                                        |                                                                                        |                                                                                        |                                                                                        |                                                                                        |  |  |  |  |                                                           |                                                           |                                                           |                                                           |                                                           |                                                           |                                                                   |                                                                   |                                                                   |                                                                   |                                                                   |                                                                   |  |  |  |  |  |  |  |  |  |  |                              |                              |                              |                              |                              |                              |  |  |  |  |  |  |
|  |  |  |  |                                                             |                                                             |                                                             |                                                             | Armand-Louis de Mollet Écuyer, contrôleur général des bâtiments du roi au château de Monceaux en 1758 | Armand-Louis de Mollet Écuyer, contrôleur général des bâtiments du roi au château de Monceaux en 1758 | Armand-Louis de Mollet Écuyer, contrôleur général des bâtiments du roi au château de Monceaux en 1758 | Armand-Louis de Mollet Écuyer, contrôleur général des bâtiments du roi au château de Monceaux en 1758 | Armand-Louis de Mollet Écuyer, contrôleur général des bâtiments du roi au château de Monceaux en 1758 | Armand-Louis de Mollet Écuyer, contrôleur général des bâtiments du roi au château de Monceaux en 1758 |                                                                       |                                                                       |                                                                       |                                                                       |                                                                       |                                                                       | Jeanne-Marguerite de Mollet                                        | Jeanne-Marguerite de Mollet                                        | Jeanne-Marguerite de Mollet                                        | Jeanne-Marguerite de Mollet                                        | Jeanne-Marguerite de Mollet                                        | Jeanne-Marguerite de Mollet                                        |                                                                 |                                                                 | Adrien-David Gohier de Valcourt                                 | Adrien-David Gohier de Valcourt                                 | Adrien-David Gohier de Valcourt                                 | Adrien-David Gohier de Valcourt                                 | Adrien-David Gohier de Valcourt | Adrien-David Gohier de Valcourt |  |  |                                                                                        |                                                                                        |                                                                                        |                                                                                        |                                                                                        |                                                                                        |  |  |  |  |                                                           |                                                           |                                                           |                                                           |                                                           |                                                           |                                                                   |                                                                   |                                                                   |                                                                   |                                                                   |                                                                   |  |  |  |  |  |  |  |  |  |  |                              |                              |                              |                              |                              |                              |  |  |  |  |  |  |
|  |  |  |  |                                                             |                                                             |                                                             |                                                             | Armand-Louis de Mollet Écuyer, contrôleur général des bâtiments du roi au château de Monceaux en 1758 | Armand-Louis de Mollet Écuyer, contrôleur général des bâtiments du roi au château de Monceaux en 1758 | Armand-Louis de Mollet Écuyer, contrôleur général des bâtiments du roi au château de Monceaux en 1758 | Armand-Louis de Mollet Écuyer, contrôleur général des bâtiments du roi au château de Monceaux en 1758 | Armand-Louis de Mollet Écuyer, contrôleur général des bâtiments du roi au château de Monceaux en 1758 | Armand-Louis de Mollet Écuyer, contrôleur général des bâtiments du roi au château de Monceaux en 1758 |                                                                       |                                                                       |                                                                       |                                                                       |                                                                       |                                                                       | Jeanne-Marguerite de Mollet                                        | Jeanne-Marguerite de Mollet                                        | Jeanne-Marguerite de Mollet                                        | Jeanne-Marguerite de Mollet                                        | Jeanne-Marguerite de Mollet                                        | Jeanne-Marguerite de Mollet                                        |                                                                 |                                                                 | Adrien-David Gohier de Valcourt                                 | Adrien-David Gohier de Valcourt                                 | Adrien-David Gohier de Valcourt                                 | Adrien-David Gohier de Valcourt                                 | Adrien-David Gohier de Valcourt | Adrien-David Gohier de Valcourt |  |  |                                                                                        |                                                                                        |                                                                                        |                                                                                        |                                                                                        |                                                                                        |  |  |  |  |                                                           |                                                           |                                                           |                                                           |                                                           |                                                           |                                                                   |                                                                   |                                                                   |                                                                   |                                                                   |                                                                   |  |  |  |  |  |  |  |  |  |  |                              |                              |                              |                              |                              |                              |  |  |  |  |  |  |
|  |  |  |  |                                                             |                                                             |                                                             |                                                             | | | | | | |                                                                       |                                                                       |                                                                       |                                                                       |                                                                       |                                                                       |                                                                    |                                                                    |                                                                    |                                                                    |                                                                    |                                                                    |                                                                 |                                                                 |                                                                 |                                                                 |                                                                 |                                                                 |                                 |                                 |  |  |                                                                                        |                                                                                        |                                                                                        |                                                                                        |                                                                                        |                                                                                        |  |  |  |  |                                                           |                                                           |                                                           |                                                           |                                                           |                                                           |                                                                   |                                                                   |                                                                   |                                                                   |                                                                   |                                                                   |  |  |  |  |  |  |  |  |  |  |                              |                              |                              |                              |                              |                              |  |  |  |  |  |  |
|  |  |  |  |                                                             |                                                             |                                                             |                                                             | Bernard-Claude de Mollet contrôleur général des bâtiments, jardins, arts et manufactures de France    | Bernard-Claude de Mollet contrôleur général des bâtiments, jardins, arts et manufactures de France    | Bernard-Claude de Mollet contrôleur général des bâtiments, jardins, arts et manufactures de France    | Bernard-Claude de Mollet contrôleur général des bâtiments, jardins, arts et manufactures de France    | Bernard-Claude de Mollet contrôleur général des bâtiments, jardins, arts et manufactures de France    | Bernard-Claude de Mollet contrôleur général des bâtiments, jardins, arts et manufactures de France    |                                                                       |                                                                       |                                                                       |                                                                       |                                                                       |                                                                       |                                                                    |                                                                    |                                                                    |                                                                    | Adrienne-Thérèse Gohier de Valcourt                                | Adrienne-Thérèse Gohier de Valcourt                                | Adrienne-Thérèse Gohier de Valcourt                             | Adrienne-Thérèse Gohier de Valcourt                             | Adrienne-Thérèse Gohier de Valcourt                             | Adrienne-Thérèse Gohier de Valcourt                             |                                                                 |                                                                 |                                 |                                 |  |  |                                                                                        |                                                                                        |                                                                                        |                                                                                        |                                                                                        |                                                                                        |  |  |  |  |                                                           |                                                           |                                                           |                                                           |                                                           |                                                           |                                                                   |                                                                   |                                                                   |                                                                   |                                                                   |                                                                   |  |  |  |  |  |  |  |  |  |  |                              |                              |                              |                              |                              |                              |  |  |  |  |  |  |
|  |  |  |  |                                                             |                                                             |                                                             |                                                             | Bernard-Claude de Mollet contrôleur général des bâtiments, jardins, arts et manufactures de France    | Bernard-Claude de Mollet contrôleur général des bâtiments, jardins, arts et manufactures de France    | Bernard-Claude de Mollet contrôleur général des bâtiments, jardins, arts et manufactures de France    | Bernard-Claude de Mollet contrôleur général des bâtiments, jardins, arts et manufactures de France    | Bernard-Claude de Mollet contrôleur général des bâtiments, jardins, arts et manufactures de France    | Bernard-Claude de Mollet contrôleur général des bâtiments, jardins, arts et manufactures de France    |                                                                       |                                                                       |                                                                       |                                                                       |                                                                       |                                                                       |                                                                    |                                                                    |                                                                    |                                                                    | Adrienne-Thérèse Gohier de Valcourt                                | Adrienne-Thérèse Gohier de Valcourt                                | Adrienne-Thérèse Gohier de Valcourt                             | Adrienne-Thérèse Gohier de Valcourt                             | Adrienne-Thérèse Gohier de Valcourt                             | Adrienne-Thérèse Gohier de Valcourt                             |                                                                 |                                                                 |                                 |                                 |  |  |                                                                                        |                                                                                        |                                                                                        |                                                                                        |                                                                                        |                                                                                        |  |  |  |  |                                                           |                                                           |                                                           |                                                           |                                                           |                                                           |                                                                   |                                                                   |                                                                   |                                                                   |                                                                   |                                                                   |  |  |  |  |  |  |  |  |  |  |                              |                              |                              |                              |                              |                              |  |  |  |  |  |  |
|  |  |  |  |                                                             |                                                             |                                                             |                                                             | Louis Mollet mort en 1810 contrôleur général des bâtiments du roi                                     | | | | | |                                                                       |                                                                       |                                                                       |                                                                       |                                                                       |                                                                       |                                                                    |                                                                    |                                                                    |                                                                    |                                                                    |                                                                    |                                                                 |                                                                 |                                                                 |                                                                 |                                                                 |                                                                 |                                 |                                 |  |  |                                                                                        |                                                                                        |                                                                                        |                                                                                        |                                                                                        |                                                                                        |  |  |  |  |                                                           |                                                           |                                                           |                                                           |                                                           |                                                           |                                                                   |                                                                   |                                                                   |                                                                   |                                                                   |                                                                   |  |  |  |  |  |  |  |  |  |  |                              |                              |                              |                              |                              |                              |  |  |  |  |  |  |